# Marquard von Hagel (Abt)
Marquard von Hagel, auch Marquard von Hageln († 1334) war Abt von Sankt Ulrich und Afra in Augsburg von 1315 bis 1334.

## Herkunft
Marquard war der Sohn Bertholds I. von Hagel. Er stammte wie der der gleichnamige Marquard I. von Hagel, Fürstbischof von Eichstätt von 1322 bis 1324, aus dem schwäbischen Adelsgeschlecht derer von Hagel, einer edelfreien Familie, die aus einem Zweig derer von Hürnheim hervorgegangen war. Seine Mutter war eine geborene Speth von Faimingen (siehe auch Liste schwäbischer Adelsgeschlechter/S).

## Leben
Marquard  war Sohn von Berthold I. von Hageln und Neffe des Augsburger Bischofs Friedrich I. Spät von Faimingen. Marquard von Hagel studierte an der Universität Bologna und ist seit 1312/13 als Dominikaner im Sankt Magdalenen-Kloster zu Augsburg nachgewiesen. 1315 machte ihn Bischof Friedrich zum Abt des Benediktiner-Klosters Sankt Ulrich und Afra, angeblich um die dort entstandene Misswirtschaft zu beenden. Es gelang Abt Marquard in den 16 Jahren seiner Amtszeit, zahlreiche durch Augsburger Bürger und den bayerischen Niederadel seinem Kloster entfremdete Güter zurückzuholen.
Im Kampf um die Kaiserwürde zwischen dem Wittelsbacher Ludwig und Friedrich dem Schönen (1298–1330) und mit dem Papsttum stand er wie sein Vater und sein Eichstätter Onkel auf der Seite Ludwigs des Bayern (1281/82–1347). Diese Parteinahme war mit schweren Belastungen für sein Kloster verbunden, so musste er u. a. eine große Anzahl wertvoller Bücher verpfänden. Sie verhalf dem Kloster aber zur Befreiung von allen bayerischen Gerichten (Hofmarksprivileg) und ihm selbst zum Titel eines kaiserlichen Kaplans.
Marquard von Hagel starb vermutlich am 5. Mai 1334 in Augsburg.